# Diplatygaster formicaria
Diplatygaster formicaria är en stekelart som först beskrevs av Jean-Jacques Kieffer 1904.  Diplatygaster formicaria ingår i släktet Diplatygaster och familjen gallmyggesteklar. Inga underarter finns listade i Catalogue of Life.